# جين مور (مصمم أزياء تقليدية)
جين مور (بالإنجليزية: Gene Moore)‏ هو مصمم أزياء تقليدية أمريكي، ولد في 10 يونيو 1910 في برمنغهام في الولايات المتحدة، وتوفي في 23 نوفمبر 1998 في مانهاتن في الولايات المتحدة.

## وصلات خارجية
- جين مور على موقع قاعدة بيانات برودواي على الإنترنت (الإنجليزية)